# Oriolus cruentus
La oropéndola ensangrentada (Oriolus cruentus) es una especie de ave paseriforme de la familia Oriolidae endémica de Java

## Distribución y hábitat
Se encuentra únicamente en las montañas de la isla de Java. Sus hábitats naturales son los bosques húmedos tropicales montanos.